# Les Portes-en-Ré
Les Portes-en-Ré és un municipi francès situat al departament del Charente Marítim i a la regió de la Nova Aquitània. L'any 2007 tenia 645 habitants.

## Demografia

### Població
El 2007 la població de fet de Les Portes-en-Ré era de 645 persones. Hi havia 320 famílies de les quals 112 eren unipersonals (36 homes vivint sols i 76 dones vivint soles), 124 parelles sense fills, 48 parelles amb fills i 36 famílies monoparentals amb fills.
La població ha evolucionat segons el següent gràfic:
Habitants censats

### Habitatges
El 2007 hi havia 1.843 habitatges, 325 eren l'habitatge principal de la família, 1.504 eren segones residències i 14 estaven desocupats. 1.818 eren cases i 22 eren apartaments. Dels 325 habitatges principals, 223 estaven ocupats pels seus propietaris, 85 estaven llogats i ocupats pels llogaters i 17 estaven cedits a títol gratuït; 9 tenien una cambra, 29 en tenien dues, 56 en tenien tres, 93 en tenien quatre i 137 en tenien cinc o més. 253 habitatges disposaven pel capbaix d'una plaça de pàrquing. A 168 habitatges hi havia un automòbil i a 123 n'hi havia dos o més.

### Piràmide de població
La piràmide de població per edats i sexe el 2009 era:
| Homes | Edats   | Dones |
| ----- | ------- | ----- |
| 0     | 95 o +  | 4     |
| 4     | 90 a 94 | 0     |
| 12    | 85 a 89 | 12    |
| 12    | 80 a 84 | 12    |
| 24    | 75 a 79 | 28    |
| 56    | 70 a 74 | 52    |
| 16    | 65 a 69 | 32    |
| 8     | 60 a 64 | 28    |
| 8     | 55 a 59 | 16    |
| 12    | 50 a 54 | 8     |
| 24    | 45 a 49 | 36    |
| 16    | 40 a 44 | 24    |
| 20    | 35 a 39 | 8     |
| 4     | 30 a 34 | 12    |
| 16    | 25 a 29 | 12    |
| 16    | 20 a 24 | 8     |
| 8     | 15 a 19 | 16    |
| 16    | 10 a 14 | 20    |
| 20    | 5 a 9   | 4     |
| 0     | 0 a 4   | 4     |

## Economia
El 2007 la població en edat de treballar era de 375 persones, 269 eren actives i 106 eren inactives. De les 269 persones actives 233 estaven ocupades (124 homes i 109 dones) i 36 estaven aturades (14 homes i 22 dones). De les 106 persones inactives 44 estaven jubilades, 27 estaven estudiant i 35 estaven classificades com a «altres inactius».

### Ingressos
El 2009 a Les Portes-en-Ré hi havia 380 unitats fiscals que integraven 761 persones, la mediana anual d'ingressos fiscals per persona era de 20.008 €.

### Activitats econòmiques
Dels 126 establiments que hi havia el 2007, 4 eren d'empreses extractives, 3 d'empreses alimentàries, 3 d'empreses de fabricació d'altres productes industrials, 19 d'empreses de construcció, 34 d'empreses de comerç i reparació d'automòbils, 2 d'empreses de transport, 14 d'empreses d'hostatgeria i restauració, 3 d'empreses d'informació i comunicació, 1 d'una empresa financera, 12 d'empreses immobiliàries, 16 d'empreses de serveis, 7 d'entitats de l'administració pública i 8 d'empreses classificades com a «altres activitats de serveis».
Dels 37 establiments de servei als particulars que hi havia el 2009, 1 era una oficina de correu, 2 paletes, 2 guixaires pintors, 6 fusteries, 4 lampisteries, 3 electricistes, 1 perruqueria, 10 restaurants, 6 agències immobiliàries, 1 tintoreria i 1 saló de bellesa.
Dels 19 establiments comercials que hi havia el 2009, 1 era un supermercat, 1 una gran superfície de material de bricolatge, 2 botiges de menys de 120 m², 2 fleques, 1 una carnisseria, 1 una peixateria, 1 una llibreria, 5 botigues de roba, 2 botigues d'equipament de la llar, 1 una sabateria i 2 botigues de material esportiu.

## Equipaments sanitaris i escolars
L'únic equipament sanitari que hi havia el 2009 era una farmàcia.
El 2009 hi havia una escola elemental integrada dins d'un grup escolar amb les comunes properes formant una escola dispersa.

## Poblacions més properes
El següent diagrama mostra les poblacions més properes.